# The Invasion (filme)
The Invasion (bra: Invasores; prt: A Invasão) é um filme estadunidense de 2007 dirigido por Oliver Hirschbiegel e James McTeigue, com roteiro de David Kajganich baseado no folhetim The Body Snatchers, de Jack Finney, publicado na revista Collier's de 26 de novembro a 24 de dezembro de 1954.

## Enredo
Depois que o ônibus espacial Patriot cai na Terra, uma forma de vida alienígena como se fosse um fungo é descoberto nas partes restantes espalhados pelo território norte-americano. Depois que as pessoas entram em contato com o organismo, elas são controlados por ele quando entram no sono REM. Uma das primeiras pessoas infectadas é Tucker Kaufman, um director do CDC que investiga o acidente.
Ex-esposa de Tucker, a psiquiatra Carol Bennell, começa a sentir que algo está errado quando as pessoas parecem ter "mudado". Sua paciente Wendy Lenk descreve como seu marido "não é seu marido", e um dos amigos de seu filho age independente e sem emoção. Em uma festa de crianças do bairro, o filho de Carol Oliver descobre uma forma de vida estranha. As mães especulam se o organismo é de alguma forma relacionados com os relatórios de uma gripe que está se espalhando. Carol leva o organismo a seu amigo médico, Ben Driscoll, para que seja controlado. Enquanto isso, Tucker usa o CDC para espalhar a doença ainda mais, disfarçando os esporos como vacinas contra a gripe.
Ben e Dr. Stephen Galeano, um biólogo, descobrem como o esporo assume o cérebro durante o sono REM. Eles também acham que as pessoas que tiveram o cérebro afetado por doenças, tais como encefalite ou encefalomielite disseminada aguda (ADEM), são imunes ao esporo porque suas doenças anteriores impedem que os esporos se "tranquem sobre" a matéria cerebral. O filho de Carol, Oliver, é imune ao esporo por causa da encefalomielite disseminada aguda que ele teve quando criança. Carol quer saber se seu filho pode mostrar um caminho para uma cura e volta para Tucker. Antes de dirigir para a casa de Tucker, ela se junta a equipe de Ben que são chamados para a casa dos Belicecs, o embaixador da República Checa e sua esposa, em um caso de emergência. Lá eles testemunham a transformação da Yorish, o embaixador russo e amigo dos Belicecs.
Quando Carol chega na casa de Tucker, ele e vários colegas deixam-na sem saída e explicam que os seres humanos mudaram, desprovidos de emoções irracionais, estão oferecendo um mundo melhor, e pede a ela para se juntar a eles. Quando Carol resiste, ele segura-a no chão e infecta-a jorrando sua saliva sobre ela. Ela escapa e retorna para Ben na casa dos Belicecs. Eles fogem quando Belicec retorna com mais pessoas transformadas com a intenção de infectar alguém na casa. Galeano e um de seus assistentes vão para uma base fora de Baltimore onde eles e outros cientistas tentam encontrar uma cura para o vírus alienígena. Carol e Ben se separam para encontrar Oliver, que em mensagem de texto de sua localização, diz estar no apartamento da mãe de Tucker.
Finalmente Ben chega, mas Carol percebe que ele também se tornou um dos infectados. Ele tenta seduzi-la a ceder à nova sociedade, mas também afirma francamente que não há espaço para pessoas como Oliver que são imunes. Carol atira na perna com uma pistola que ela roubou antes de um policial transformado, e foge com seu filho. Ao ser cercada pelos infectados, Galeano pega-os com um helicóptero do exército no último segundo. Eles voltam para a base, onde os cientistas usam o sangue de Oliver para criar uma vacina.
Um ano mais tarde, a maioria das vítimas da infecção foram curadas, não tendo nenhuma memória dos acontecimentos que tiveram lugar durante a sua doença. Perguntado por um repórter se ele considera o vírus estar sob controle, Galeano responde que uma olhada nas manchetes de jornal deveria ser prova suficiente de que a humanidade age de forma humana novamente. Em sua casa, Carol ajuda seu filho a se preparar para a escola, enquanto Ben, agora aparentemente seu parceiro, lê o jornal da manhã. Ele expressa sua consternação sobre a violência no mundo. Carol lembra a observação de Yorish que um mundo sem violência seria um mundo onde os seres humanos deixaram de ser humano.[carece de fontes?]

## Elenco
- Nicole Kidman ... Drª Carol Bennell
- Daniel Craig ... Ben Driscoll
- Jeremy Northam ... Tucker Kaufman
- Jackson Bond ... Oliver
- Jeffrey Wright ... Dr. Stephen Galeano
- Veronica Cartwright ... Wendy Lenk
- Josef Sommer ... Dr. Henryk Belicec
- Celia Weston ... Ludmilla Belicec
- Roger Rees ... Yorish
- Eric Benjamin ... Gene
- Susan Floyd ... Pam
- Stephanie Berry ... Carly
- Adam LeFevre ... Richard Lenk
- Joanna Merlin ... Joan Kaufman
- Rhonda Overby ... Dina Twain
- Ava Lenet ... Srª. Cunningham

## Produção

### Conceito
Em março de 2004, a Warner Bros contratou o roteirista Dave Kajganich para escrever um script que serviria como um remake do filme de ficção científica Invasion of the Body Snatchers de 1965. Em julho de 2005, o diretor Oliver Hirschbiegel foi anexado para dirigir o projeto, com a produção para começar em Edgemere, MD. No mês seguinte, Nicole Kidman foi escalada para estrelar o filme, em seguida, titulado de Invasion, recebendo um salário de cerca de 17 milhões de dólares. Invasion foi baseado no roteiro de Kajganich, originalmente concebido como uma refilmagem de Invasion the Body Snatchers, mas Kajganich trabalhou uma história bastante diferente para o estúdio para ver o projeto como uma concepção original. Kajganich descreveu a história para refletir contemporaneidade, dizendo: "Você apenas tem que olhar em torno do nosso mundo de hoje para ver que o poder inspira nada mais do que o desejo de mantê-lo e eliminar qualquer coisa que o ameace." O roteirista disse que a história foi criado em Washington, DC para refletir o tema. Em agosto, Daniel Craig foi lançado junto com Kidman no elenco principal. O filme, cujo título original é Invasion of the Body Snatchers foi encurtado para Invasion devido o conceito diferente de Kajganich, foi alterada mais uma vez para Visiting para não ser confundido com a série de TV da ABC, Invasion. Em outubro de 2006, The Visiting alterou novamente para o título de The Invasion, devido ao cancelamento da série de TV ABC.

### Filmagens
As filmagens começaram em 26 de setembro de 2005, em Baltimore e durou 45 dias. O filme usou efeitos visuais mínimos, sem necessidade de trabalho Greenscreen. Em vez disso, o diretor disparou a câmera a partir de ângulos de estranhos e espaços claustrofóbicos para aumentar a tensão no filme.